# Juliusz Prandecki
Juliusz Remigiusz Prandecki (ur. 1 października 1928 w Inowrocławiu, zm. 22 grudnia 2016 w Szczecinie) – polski architekt i urbanista związany z powojennym Szczecinem, długoletni prezes Stowarzyszenia Architektów Polskich w Szczecinie.

## Życiorys
Juliusz Prandecki urodził się w wielodzietnej rodziny patriotycznej oficera i legionistki. Podczas II wojny światowej należał do Szarych Szeregów, był żołnierzem Armii Krajowej w plutonie służb technicznych i uczestnikiem powstania warszawskiego. W 1947 zamieszkał w Szczecinie, gdzie w 1952 został absolwentem Wydziału Architektury Szkoły Inżynierskiej z dyplomem inżyniera architekta. Studia magisterskie kontynuował na Politechnice Gdańskiej, ukończył także studia podyplomowe na Wydziale Prawa i Administracji Uniwersytetu im. Adama Mickiewicza w Poznaniu. 
W okresie PRL angażował się w działalność opozycyjną. W 1956 w Nowym Sączu uczestniczył w demonstracji przeciwko działaniom władz podczas wydarzeń poznańskiego Czerwca’56 oraz w zbiórce pieniędzy na rzecz ofiar wydarzeń w Poznaniu. Brał udział we strajkach w sierpniu 1980, przewodnicząc Komitetowi Strajkowemu w szczecińskim Przedsiębiorstwie Budownictwa Ogólnego. Od marca 1980 roku był członkiem Wolnych Związków Zawodowych Pomorza Zachodniego. Od września 1980 należał do „Solidarności”, był delegatem na I Zjazd NSZZ „Solidarność” w Gdańsku Oliwie. Był delegatem do MKR w Szczecinie, a w 1981 delegatem na I WZD Regionu Pomorze Zachodnie. Po 1981 był czynnym działaczem podziemia solidarnościowego. Współzakładał m.in. podziemne pisma „Od Dołu” (1982) i „Nadodrze” (1983), zajmował się pisaniem artykułów, dostawą sprzętu i materiałów poligraficznych, organizowaniem druku we własnym mieszkaniu oraz kolportażem. Organizował pomoc dla osób represjonowanych i ich rodzin, ukrywał Grzegorza Durskiego, stoczniowca, członka „Solidarności”, uczestnika strajku w Stoczni Szczecińskiej poszukiwanego przez władze. W związku ze swoją działalnością był inwigilowany, zatrzymywany i rozpracowywany przez aparat wywiadowczy, a w 1982 został zwolniony z pracy.
Od 1959 był członkiem, a w latach 1991–2001 prezesem Stowarzyszenia Architektów Polskich w Szczecinie.
Został pochowany 28 grudnia 2016 na Cmentarzu Centralnym w Szczecinie (kw.45A-10-5).

## Praca zawodowa
W latach 1947–1949 pracował na stanowisku zastępcy architekta powiatowego w Wydziale Odbudowy Urzędu Wojewódzkiego w Szczecinie, a w latach 1950–1952 był projektantem, naczelnym inżynierem w Biurze Projektowym „Miastoprojekt” w Szczecinie. W latach 1971–1972 był generalnym projektantem aglomeracji szczecińskiej w Wojewódzkiej Pracowni Urbanistycznej, a do 1974 – naczelnym inżynierem w Biurze Studiów Projektów Rozwoju Przestrzennego Województwa Szczecińskiego. W latach 1990–1998 był głównym projektantem pochylni „Wulkan-Nowa” w Stoczni Szczecińskiej. Jako wybitny specjalista architekt-urbanista współpracował z Zarządem Miasta Szczecina przy organizacji i przeprowadzaniu konkursów architektonicznych tematycznie związanych z miastem oraz zajmował się rozwiązywaniem problemów architektoniczno-urbanistycznych Szczecina. 
W latach 80. rozpoczął prywatną działalność zawodową, prowadząc własną pracownię projektową. Był autorem projektów wielu domów mieszkalnych, jednorodzinnych, pensjonatów, obiektów użyteczności publicznej. 

## Wybrane projekty architektoniczne
- budynek mieszkalny przy ul. Rayskiego 2-4, Szczecin (1967) Wicemister Szczecina '67 (wsp. Jan Zdzisław Kasprzak, Henryk Nardy)
- plan aglomeracji szczecińskiej (1972)
- plan przestrzennego zagospodarowania miasta Hai Phong w Wietnamie (1976)
- pochylnia „Wulkan-Nowa” Stoczni Szczecińskiej im. Adolfa Warskiego (1994)

## Odznaczenia i wyróżnienia
- Zasłużony Obywatel Miasta Szczecina (1997)[9]
- Krzyż Oficerski Orderu Odrodzenia Polski (2006)[10]
- Krzyż Komandorski Orderu Odrodzenia Polski (2018)[11]